# アントワーヌ・ブリュニー・ダントルカストー
アントワーヌ・レーモン・ジョゼフ・ド・ブリュニー・ダントルカストー（Antoine Raymond Joseph de Bruni d'Entrecasteaux, 1737年11月8日 − 1793年7月21日）は、1792年にラ・ペルーズ伯ジャン＝フランソワ・ド・ガロー捜索の際に、オーストラリア沿岸を探検したフランス人。

## 略歴

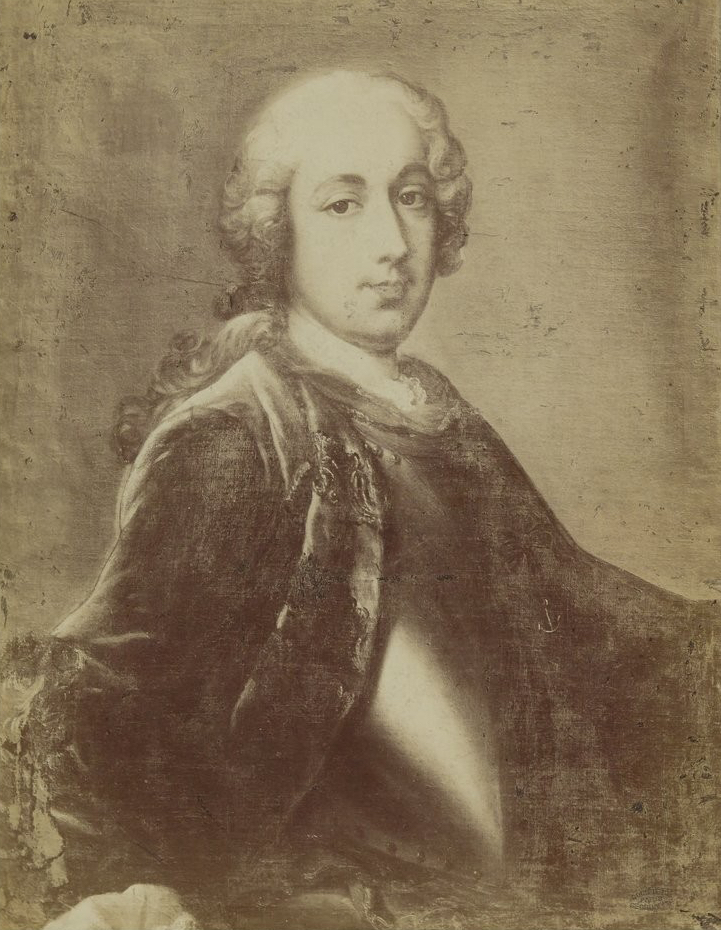
Bruni d'Entrecasteaux

- 1739年、エクサンプロヴァンスで誕生。イエズス会学校で学ぶ。
- 1754年、フランス海軍に入隊。
- 1757年、少尉（ensign）に昇進。
- 1785年、東インド諸島に着任。スンダ海峡、モルッカ諸島経由の広州経路を開拓。
- 1791年9月、1788年3月のボタニー湾から音信不通となっていたフランスの海軍士官及び探検家ラ・ペルーズ伯の捜索隊に配属される。デスミティ・ダリボー（Jean-Louis d'Hesmity-d'Auribeau）、エリザベス・ロッセル（Rossel）ら乗船のフリゲート艦「ルシェルシェ号（Recherche、500トン）の指揮官に任命される。捜索隊構成者は、他にユオン・ド・ケルマデック 指揮のエスペランス号（Espérance）、水路学者（hydrographer）ボータン・ボープレ（Beautemps-Beaupré）。
- 1791年9月28日、ブレストを出航。航路はニュー・ホランド（現オーストラリア）、ヴァン・ディーメンズ・ランド（現ニュージーランド）、フレンドリー諸島（現トンガ）。
- 1792年1月17日、ケープタウンのテーブル湾にて、ジョン・ハンターがアドミラルティ諸島沖で、フランス軍服を来た人物が、現地民のカヌーに乗っている姿を視たと報告を受ける。
- 1792年4月20日、アドミラルティ諸島の入り江に投錨。その入り江をルシェルシェ湾（Recherche Bay）と名付ける。
- 1792年5月28日、ラ・ペルーズ伯捜索のため出航。6月17日にイル・デ・パンに到着。
- 1793年1月22日、ルシェルシェ湾投錨、5週間の滞在。
- 1793年2月28日、ヴァン・ディーメンズ・ランドから、フレンドリー諸島に向けて出航。
- 1793年7月21日、壊血病で死亡。ケルマデックは肺結核で死亡。

## ブリュニー・ダントルカストーに因む地名
- 西オーストラリア
  - ポイント・ダントルカストー（Point D'Entrecasteaux）	 南緯34度50分 東経116度0分 / 南緯34.833度 東経116.000度
  - ダントルカストー国立公園（D'Entrecasteaux National Park） 南緯34度36分 東経115度56分 / 南緯34.600度 東経115.933度

- 南オーストラリア
  - ダントルカストー・リーフ（D'Entrecasteaux Reef）	南緯31度58分 東経131度55分 / 南緯31.967度 東経131.917度

- タスマニア
  - ブルニー島 南緯43度22分 東経147度17分 / 南緯43.367度 東経147.283度
  - ダントルカストー海峡 南緯43度15分 東経147度15分 / 南緯43.250度 東経147.250度
  - ダントルカストー歴史記念地（D'Entrecasteaux Monument Historic Site） 南緯43度16分 東経147度14分 / 南緯43.267度 東経147.233度
  - ダントルカストー川（D'Entrecasteaux River） 南緯43度28分 東経146度50分 / 南緯43.467度 東経146.833度
  - ダントルカストー水補給地（D'Entrecasteaux Watering Place Historic Site） 南緯43度34分 東経146度53分 / 南緯43.567度 東経146.883度

## 参照
1. ↑  http://www.ga.gov.au/bin/gazm01?placename=d%27entrecasteaux&placetype=0&state=0 Geosciences Australia place name search

## 文献
- Duyker, Edward and Maryse (editors and translators) (2001) Bruny d’Entrecasteaux: Voyage to Australia and the Pacific 1791—1793, Miegunyah/Melbourne University Press, Melbourne, 2001, pp. xliii, pp. 392, ISBN 0-522-84932-6 [paperback edition, March 2006, ISBN 0-522-85232-7]
- Edward Duyker (2003) Citizen Labillardière: A Naturalist’s Life in Revolution and Exploration (1755—1834), Miegunyah/Melbourne University Press, Melbourne, 2003, ISBN 0-522-85010-3, Paperback reprint, 2004, ISBN 0-522-85160-6, pp. 383 [Winner, New South Wales Premier’s General History Prize, 2004].
- Horner, F. B. (1995) Looking for La Perouse : D’Entrecasteaux in Australia and the South Pacific, 1792–1793 Carlton South, Vic. : Miegunyah Press. ISBN 0522844510
- Marchant, Leslie R. (1966). "Bruny D'Entrecasteaux, Joseph-Antoine Raymond (1739 - 1793)". Australian Dictionary of Biography (英語). Canberra: Australian National University. 2009年8月20日閲覧。
- McLaren, Ian F. (1993) La Perouse in the Pacific, including searches by d’Entrecasteaux, Dillon, Dumont d’Urville : an annotated bibliography  (with an introduction by John Dunmore). Parkville [Vic.] : University of Melbourne Library. ISBN 0732506018
- Van Duuren, David and Tristan Mostert (2007), Curiosities from the Pacific Ocean. A remarkable Rediscovery in the Tropenmuseum, Amsterdam: Thirteen Ethnographic Objects from the Bruny d'Entrecasteaux Expedition (1791–1794). Amsterdam: Tropenmuseum / Leiden: C. Zwartenkot. ISBN 0522849326